# Lenae Williams
Lenae Theresa Williams (Chicago, 14 luglio 1979) è un'ex cestista statunitense, professionista nella WNBA.

## Carriera
È stata selezionata dalle Detroit Shock al secondo giro del Draft WNBA 2002 (18ª scelta assoluta).